# Pseudoeurycea conanti
Pseudoeurycea conanti é uma espécie de salamandra da família Plethodontidae.
É endémica do México.
Os seus habitats naturais são: florestas secas tropicais ou subtropicais, regiões subtropicais ou tropicais húmidas de alta altitude, plantações e florestas secundárias altamente degradadas.
Está ameaçada por perda de habitat.